# I Was Born to Love You
«I Was Born to Love You» (с англ. — «Я был рождён, чтобы любить тебя») — песня Фредди Меркьюри, была выпущена как сингл и присутствует на альбоме Mr. Bad Guy. После смерти Фредди участники Queen записали более тяжёлую аранжировку песни для альбома Made in Heaven в 1995 году.
На концерте в Японии в 2005 году Роджер Тейлор и Брайан Мэй исполнили акустическую версию песни в туре Queen + Paul Rodgers.

## Видеоклип
Для песни существует два видеоклипа. Первый из них был снят в 1985 году Дэвидом Маллетом на сольную песню Меркьюри. В 2004 году в Японии был снят клип на версию Queen. Он включает себя фрагменты клипа 1985 года, клипов «Living on My Own» и «A Kind of Magic», а также концерта группы на стадионе Уэмбли в 1986 году.

## Позиции в чартах

### Версия Фредди Меркьюри
| Чарты (1985)                  | Высшие позиции |
| ----------------------------- | -------------- |
| German Media Control Chart    | 10             |
| UK Singles Chart              | 11             |
| Austrian Singles Chart        | 20             |
| Swiss Singles Chart           | 24             |
| Dutch Singles Chart           | 34             |
| Japanese Oricon Singles Chart | 55             |
| U.S. Billboard Hot 100        | 76             |

### Версия Queen
| Год  | Чарты                 | Высшие позиции |
| ---- | --------------------- | -------------- |
| 1996 | Japanese Oricon Chart | 45             |
| 2004 | Japanese Oricon Chart | 40             |